# أبو القاسم الحسين بن علي المغربي
أبو القاسم الحسين بن علي المغربي كان رجل دولة كبير من أصل فارسي في خدمة الدولة العباسية والإخشيدية والحمدانية.

## الحياة
كان والده علي بن محمد المغربي [الإنجليزية]، مسؤول من أصل فارسي، أصبح رئيسًا لديوان المغرب (مكتب الغرب)، ومن هنا اكتسبت عائلته لقب " المغربي". مثل والده، كان حسين موظفًا في البيروقراطية المركزية العباسية في بغداد، حيث تزوج شقيقة مسؤول آخر، أبو علي هارون بن عبد العزيز العوارجي. وبعد سقوط أمير الأمراء ابن رائق عام 942، غادر الحسين وصهره العراق وبحثا عن عمل في أماكن أخرى. واستقر الحسين وعائلته في نهاية المطاف في مصر، حيث دخل في خدمة حاكمها محمد بن طغج الإخشيد. وبعد مرور بعض الوقت - وفقًا لـسمور، ربما في عام 946، عندما توفي الإخشيديون وتولى أبو المسك كافور الحكم الفعلي للممتلكات الإخشيديين؛ غادروا مصر إلى بلاط الأمير الحمداني سيف الدولة في حلب.
وبقي الحسين كاتبًا في حلب إلى آخر حياته. وبحلول عام 965، أصبح شخصية مهمة في شؤون الإمارة الحمدانية، كما يتضح من حقيقة أنه خدم لفترة وجيزة كرهينة لدى البيزنطيين أثناء المفاوضات بشأن تبادل الأسرى. توفي بعد فترة وجيزة، أو، وفقًا لبعض الروايات، قبل عودته إلى الأراضي الحمدانية. وخلفه ابنه أبو الحسن علي في الخدمة الحمدانية، قبل أن ينتقل إلى البلاط الفاطمي، حيث بقي هناك حتى أُعدم مع عائلته بأكملها تقريبًا في عام 1010 م. ولم ينجُ من المذبحة إلا حفيده الذي يحمل اسمه، أبو القاسم الحسين، وخدم على التوالي في بلاط البويهيين والمروانيين والعقيليين حتى وفاته في عام 1027 م.